# Brussels Cycling Classic 2016
La 96e édition de la Brussels Cycling Classic a eu lieu le 3 septembre 2016. La course fait partie du calendrier UCI Europe Tour 2016 en catégorie 1.HC.

## Présentation

### Équipes
Classée en catégorie 1.HC de l'UCI Europe Tour, la Brussels Cycling Classic est par conséquent ouverte aux UCI WorldTeams dans la limite de 70 % des équipes participantes, aux équipes continentales professionnelles, aux équipes continentales belges, aux équipes continentales étrangères dans la limite de deux, et à une équipe nationale belges.
| WorldTeams (6)- Etixx-Quick Step - Lotto-Soudal - AG2R La Mondiale - Astana - FDJ - Lampre-Merida Équipes continentales professionnelles (14)- Bora-Argon 18 - CCC Sprandi Polkowice - Cofidis, Solutions Crédits - Delko-Marseille Provence-KTM - Direct Énergie - Fortuneo-Vital Concept - Gazprom-RusVelo - Nippo-Vini Fantini - Roompot-Oranje Peloton - Stölting Service Group - Team Roth - Topsport Vlaanderen-Baloise - Wanty-Groupe Gobert - Wilier Triestina-Southeast Équipes continentales (3)- Wallonie Bruxelles-Group Protect - Verandas Willems - Cibel-Cebon |
| |

## Classements

### Classement final
Classement final
| \| Classement général \| Classement général \| Classement général \| Classement général \| Classement général \| \| Coureur \| Coureur \| Pays \| Équipe \| Temps \| \| ------------------ \| -------------------- \| ------------------ \| -------------------------------- \| ------------------ \| \| 1er \| Tom Boonen \| Belgique \| Etixx-Quick Step \| 4 h 35 min 10 s \| \| 2e \| Arnaud Démare \| France \| FDJ \| + 0 s \| \| 3e \| Nacer Bouhanni \| France \| Cofidis, Solutions Crédits \| + 0 s \| \| 4e \| Sacha Modolo \| Italie \| Lampre-Merida \| + 0 s \| \| 5e \| Timothy Dupont \| Belgique \| Verandas Willems \| + 0 s \| \| 6e \| Pieter Vanspeybrouck \| Belgique \| Topsport Vlaanderen-Baloise \| + 0 s \| \| 7e \| Tiesj Benoot \| Belgique \| Lotto-Soudal \| + 0 s \| \| 8e \| Kenny Dehaes \| Belgique \| Wanty-Groupe Gobert \| + 0 s \| \| 9e \| Roy Jans \| Belgique \| Wanty-Groupe Gobert \| + 0 s \| \| 10e \| Kevyn Ista \| Belgique \| Wallonie Bruxelles-Group Protect \| + 0 s \| |                      |          |                                  |                 |
| |                      |          |                                  |                 |
| Source : ProCyclingStats |                      |          |                                  |                 |
| Classement général |                      |          |                                  |                 |
| Coureur | Coureur              | Pays     | Équipe                           | Temps           |
| 1er | Tom Boonen           | Belgique | Etixx-Quick Step                 | 4 h 35 min 10 s |
| 2e | Arnaud Démare        | France   | FDJ                              | + 0 s           |
| 3e | Nacer Bouhanni       | France   | Cofidis, Solutions Crédits       | + 0 s           |
| 4e | Sacha Modolo         | Italie   | Lampre-Merida                    | + 0 s           |
| 5e | Timothy Dupont       | Belgique | Verandas Willems                 | + 0 s           |
| 6e | Pieter Vanspeybrouck | Belgique | Topsport Vlaanderen-Baloise      | + 0 s           |
| 7e | Tiesj Benoot         | Belgique | Lotto-Soudal                     | + 0 s           |
| 8e | Kenny Dehaes         | Belgique | Wanty-Groupe Gobert              | + 0 s           |
| 9e | Roy Jans             | Belgique | Wanty-Groupe Gobert              | + 0 s           |
| 10e | Kevyn Ista           | Belgique | Wallonie Bruxelles-Group Protect | + 0 s           |

### UCI Europe Tour
Cette Brussels Cycling Classic attribue des points pour l'UCI Europe Tour 2016, par équipes seulement aux coureurs des équipes continentales professionnelles et continentales, individuellement à tous les coureurs sauf ceux faisant partie d'une équipe ayant un label WorldTeam.

#### Général
| Position | 1er | 2e  | 3e  | 4e  | 5e  | 6e  | 7e  | 8e  | 9e  | 10e | 11e | 12e | 13e | 14e | 15e | 16e | 17e | 18e | 19e | 20e |
| -------- | --- | --- | --- | --- | --- | --- | --- | --- | --- | --- | --- | --- | --- | --- | --- | --- | --- | --- | --- | --- |
| PTS UCI  | 200 | 150 | 125 | 100 | 85  | 70  | 60  | 50  | 40  | 35  | 30  | 25  | 20  | 15  | 10  | 5   | 5   | 5   | 5   | 5   |
| Position | 21e | 22e | 23e | 24e | 25e | 26e | 27e | 28e | 29e | 30e | 31e | 32e | 33e | 34e | 35e | 36e | 37e | 38e | 39e | 40e |
| PTS UCI  | 5   | 5   | 5   | 5   | 5   | 5   | 5   | 5   | 5   | 5   | 3   | 3   | 3   | 3   | 3   | 3   | 3   | 3   | 3   | 3   |